# Ministério da Cultura (Suécia)
| Ministério da Cultura Kulturdepartementet                       |                                       |
| Drottninggatan 16, Estocolmo http://www.sweden.gov.se/sb/d/8371 |                                       |
| Criação                                                         | 1991                                  |
| Atual ministra                                                  | Parisa Liljestrand (Partido Moderado) |

O Ministério da Cultura da Suécia (em sueco:  Kulturdepartementet) é um ministério do Governo da Suécia, responsável pela política cultural e pela política dos meios de comunicação de massas.
Entre as suas áreas de ação, estão incluídas: A cultura, a democracia, os meios de comunicação de massas, as minorias nacionais e a língua e cultura do povo Lapão.

É dirigido pelo Ministro da Cultura (Kulturministern).
Cerca de 90 funcionários trabalham nesta instituição (2023).

## Ministros do Ministério da Cultura
- Ministro da Cultura (Kulturminister)

## Agências governamentais
O Ministério da Cultura tutela, entre outros, os seguintes órgãos e departamentos:
- Akademien för de fria konsterna (Academia Real das Artes)
- Arkitekturmuseet (Museu da Arquitetura)
- Kungliga Operan (Ópera Real Sueca)
- Riksantikvarieämbetet (Autoridade Nacional da Herança Cultural)
- Riksarkivet (Arquivo Nacional Sueco)
- Statens kulturråd (Conselho Nacional da Cultura)
- Svenska filminstitutet (Instituto Sueco do Cinema)
- Sveriges Radio (Rádio Sueca)
- Sveriges Television (Televisão Sueca)